# Xanthocalanus obtusus
Xanthocalanus obtusus is een eenoogkreeftjessoort uit de familie van de Phaennidae. De wetenschappelijke naam van de soort is voor het eerst geldig gepubliceerd in 1904 door Farran.